# Thenea bojeadori
Thenea bojeadori är en svampdjursart som beskrevs av Lendenfeld 1907. Thenea bojeadori ingår i släktet Thenea och familjen Pachastrellidae. Inga underarter finns listade i Catalogue of Life.